# 馬玉文
馬玉文（1947年—），韓國華僑，中華民國前男子籃球員。球員時代曾效力於台灣甲組籃壇榮工隊、飛駝隊，國際賽則代表中華民國籃球隊出賽第五屆亞運及第三、四、六屆亞洲杯籃球賽等賽事。

## 生平
1965年，馬玉文就讀於韓國華僑養正高中，正值高二的他作為飛鷹隊主將贏得韓華介壽杯冠軍，前一年也參加了韓國隊的亞洲盃、世界盃與亞運籃球國手的選拔賽，中華全國籃委會獲知此消息，加之他190公分的身高是當時台灣籃壇少見的，便大力爭取他代表中華民國國參加第三屆亞洲盃籃球賽。全國籃委會於是透過教育部安排他赴台灣就讀於國立師範大學，他到台灣後先是借讀於文山中學，並代表文中隊參與選拔亞洲盃國手的自由盃籃球賽，並且成功入選。
1966年，他代中華隊出賽第五屆亞運籃球賽，該屆亞運中華隊位居第五名，賽後「曼谷郵報」體育評論家白尼納將馬玉文選為亞洲最佳籃球中鋒。
1967年5月，他以榮工隊的身分參與第四屆亞洲盃國手選拔，且成功脫穎而出當選國手，同年9月9日於體育節大會上獲選為年度籃球優秀青年。同年12月，被挖角至飛駝隊，並在翌年二月助飛駝隊贏得第十八屆台灣省籃球聯賽冠軍。
1969年1月，他赴美國留學，而且在該年與女友在美結婚，並育有一子。
1971年，他兩度隨留美學聯籃球隊返台比賽，友誼賽後他參與了第六屆亞洲杯選拔賽，即使在選拔賽決賽中表現不佳，也仍為選拔委員選入，然而他為了學費需要半工半讀，加上家庭生活，一度欲退出中華隊，最終由相關單位解決學費問題後得以出戰亞洲盃。第六屆亞洲杯中華隊表現平平，名次第四，並慘敗於日本隊，時任韓國隊教練朱基善認為是因為中華隊沒有重用馬玉文所致。